# Pinduoduo
Pinduoduo (chinesisch: 拼 多多) ist eine E-Commerce-Plattform, über die Benutzer an Gruppenkäufen teilnehmen können. Sie wurde im September 2015 von Colin Huang unter dem Namen Shanghai Dream Information Technology gegründet. Pinduoduo ist die wichtigste Marke von PDD Holdings, zu dem auch der US-amerikanische Online-Marktplatz Temu gehört.

## Geschichte
Das Unternehmen wurde im September 2015 gegründet. Im Juli 2016 investierten Tencent, Gaochun und Xintianyu mehr als 110 Millionen US-Dollar in das Unternehmen. Bis 2018 hatte die Anzahl der Nutzer 200 Millionen überschritten, das Volumen der über die Plattform abgeschlossenen Geschäfte hatte 100 Milliarden Renminbi überschritten, und der tägliche Auftragsbestand lag auf dem chinesischen Festland nach Taobao an zweiter Stelle.
Am 26. Juli 2018 wurde das Unternehmen unter dem Kürzel PDD an der Technologiebörse NASDAQ in den USA notiert. Der Einstiegspreis je Aktie betrug 19 US-Dollar. Der Börsengang brachte 1,6 Milliarden US-Dollar auf und ist damit einer der größten Börsengänge im Jahr 2018. Im Februar 2019 gab das Unternehmen die Ausgabe von zusätzlichen Aktien im Wert von mehr als einer Milliarde US-Dollar bekannt. Die Kapitalerhöhung umfasste sowohl bestehende Anteile als auch neue Aktien, die von der Gesellschaft verkauft wurden, um Mittel für die laufende Geschäftstätigkeit und Wachstumsinvestitionen zu beschaffen.
Da dieselben Eigentümer Anfang September 2022 in den Vereinigten Staaten eine Shopping-App namens Temu gestartet hatten, benannten sie im Februar 2023 ihr hinter der Schwesterplattform Pinduoduo stehendes Unternehmen in PDD Holdings um, das nun als Holding für beide dient.
Pinduoduo gehört hinter Alibaba und JD.com zu den schnellstwachsenden E-Commerce-Firmen in China.

## Gutscheindiebstahl und Kritik
Anfang 2019 räumte Pinduoduo ein, dass die Plattform gehackt und Gutscheine im Wert von mehreren Millionen Yuan gestohlen wurden. 2020 wurde vermehrt kritisiert, dass im Zuge des Preisdrucks gehäuft Fakeprodukte gehandelt wurden. In der Folge trat der Gründer und CEO zurück und trennte sich von Aktien.

## Geschäftsmodell
Im Mittelpunkt des Online-Handels auf der Pinduoduo-Plattform steht das so genannte „team purchase“-Modell, das neben der Ermittlung niedriger Preise versucht, Konsumenten zu animieren in Teams einzukaufen. In chinesischen sozialen Netzwerken wie WeChat oder Tencent QQ wird dazu versucht, Pinduoduo-Nutzer zu Sammelbestellern zusammenzuschließen, um niedrigere Endpreise zu erzielen. Pinduoduo erhält Verkaufsgebühren und versucht die Umsätze mit Gutscheinen, Gewinnspielen oder Geschenken zu maximieren.